# لبخند مونا لیزا
لبخند مونا لیزا (انگلیسی: Mona Lisa Smile) فیلمی در ژانر رمانتیک و درام به کارگردانی مایک نیوول است که در سال ۲۰۰۳ منتشر شد.

## خلاصه
اوایل دهه ی 1950، اوج دوره ی قدرت کمیته ی بررسی فعالیت های ضد امریکایی «سناتور مکارتی». استاد تاریخ هنر، «کاترین واتسن» (رابرتس) از کالیفرنیا به دانشکده ی ولزلی در نیوانگلند می رود. اما خیلی زود متوجه می شود که برخلاف انتظارش، آن بنیاد دانشگاهی معتبر در محافظه کاری غوطه ور است و یک انگشتر نامزدی به انگشت دختری جوان، بیش از تحصیل و آموزش درست و کامل، اهمیت دارد…

## بازیگران
- جولیا رابرتز
- کیرستن دانست
- جولیا استایلز
- مگی جیلنهال
- جنیفر گودوین
- دومینیک وست
- جولیت استیونسون
- مارسیا گی هاردن
- جان اسلتری
- توفر گریس
- ماریان سلدس
- آنیکا مارکس